# JHVH

Tetragram

Hebrejská písmena יהוה (zprava doleva: jod he vav he) jsou souhlásky používané v Tanachu (hebrejské bibli) psaném souhláskovým písmem k zapsání Božího jména. Pro český přepis se používá čtveřice písmen JHVH, jako opisné označení tetragram nebo tetragrammaton (řecky τετραγράμματον, z tetra, „čtyři“, a gramma, „písmeno“), v českých křesťanských překladech bible se nejčastěji nahrazuje slovanským výrazem Hospodin.
Židé vyznávající rabínský judaismus chovají k Božímu jménu zvláštní formu úcty nad rámec textu Tóry, vyjádřeného v desateru slovy: „nepoužiješ jména JHVH, svého Boha, marným způsobem“. Tato zvláštní úcta, která ovšem přehlížela jiné pasáže Tanachu, je výsledkem rabínské ústní tradice, která s blížícím se koncem starověku vedla k tomu, že Boží jméno židé přestali vyslovovat nahlas úplně a původní výslovnost byla téměř zapomenuta. Na jeho místo začali používat opisné výrazy jako Adonaj (Pán) nebo ha-Šem (to Jméno). V křesťanských církví se v závislosti na tradici tetragram nahrazuje pojmy obvykle ve významu „pán“ nebo se vokalizuje jako Jahve či méně často Jehova.
Správná výslovnost Božího svatého jména je ovšem patrná například z tzv. teoforických hebrejských jmen, jejichž podoba i znění je od starověku známá a není obecně pochyb o jejich správnosti, jako jsou například Jehonatan, Jehoel nebo Jehošua (Ježíš). Tato teoforická jména jsou složena z nezkrácené podoby Božího jména na počátku teoforického jména a k Božímu jménu je připojen doplňující význam teoforického jména [JEHOnatan = Jehova dal; JEHOel = Jehova je Bůh; JEHOšua (Ježíš) = “Jehova je spása”]. V hebrejském jazyce je již od starověku běžné jména zkracovat na první a poslední hlásku, proto se teoforická jména zkracují běžně tak, že se první a poslední hláska z části Božího jména v teoforickém jménu zkracuje tak, že JehOnatan potom zní jako JOnatan, JehOel zní jako JOel nebo JehOšua jako JOšua. Podobným způsobem vznikla ve starověku i zkrácená podoba Božího jména, tj. z JehovaH na JaH. Koncová hláska “ה” (“he”) zpravidla zdůrazňuje vokalizaci “a”. Je to například slyšet ve známém výroku “HaleluJah”, které se čte s důrazem na předposlední “a” zatímco “h” na konci se nečte. Rozdíl mezi “Jahve” a “Jehova” je v tom, že Boží svaté jméno “Jehova” znamená “Stále působící, že se stane”, zatímco podoba “Jahve” v hebrejštině nemá význam. Kořenem Božího svatého jména je archaický semitský výraz “הוה“ (“hava”; v pozdější starověké hebrejštině i v moderní hebrejštině “היה/haia”), což znamená “stát se”, přičemž s předponou “י” (“yod”) má význam stálé probíhající činnosti, kterou obecně musí v textu ukončit kontext, což v případě Božího jména není docela možné, neboť se jedná o jméno Boha, nikoliv o jednorázově užitý výraz v textu. Tedy Boží svaté jméno Jehova znamená “[Stále] činící, že se stane” nebo “[Stále] působící, že se stane” a poukazuje na to, že Bůh je Všemocný a nemůže se unavit jako člověk, protože Bůh Izraele je zdrojem života. Současně může význam Božího svatého jména poukazovat na to, že stále pracuje na svém záměru. Zkrácenou podobu Božího svatého jména z JehovaH na JaH můžeme potom sledovat ve jménech jako EliJaH, JešaJaH nebo IrmeJaH.
Bez ohledu na to, zda Ježíš naplnil nebo nenaplnil proroctví o Mesiášovi z Tanachu, pronesl Ježíš výrok, který na význam Božího svatého jména poukazoval slovy:
“Ale odpověděl jim: „Můj Otec stále pracuje až doposud, proto i já stále pracuji.“ Proto se Židé skutečně tím více začali snažit ho zabít, protože nejen porušoval Sabat, ale také nazýval Boha svým vlastním Otcem a tak se činil rovným Bohu.” (evangelium podle Jana 5:17-18; tzv. Nový zákon - Bible)
Ježíš neřekl explicitně “můj Otec, Bůh” a Židé ze sekty farizeů určitě nevěřili, že by byl Otcem Ježíše Bůh Izraele. Mohli se proto Ježíše zeptat na to, kde najdou jeho otce, protože i jeho by potom chtěli předvést před sanhedrin. Když ovšem Ježíš řekl “můj Otec stále pracuje až doposud”, pochopili, že tím Ježíš řekl, že jeho Otec je Ten “Stále působící”, tedy Jehova, Bůh Izraele.
Kniha proroka Joela (2:32/3:5) říká:
“וְהָיָה כֹּל אֲשֶׁר־יִקְרָא בְּשֵׁם יְהוָה־יִמָּלֵט”
Tedy “a stane se, že každý kdo vzývá Jehovovo jméno bude zachráněn”. Bez ohledu na nauky rabínů a předpisy Talmudu nebo církevní tradice, Tanach učí, že vzývat Boží svaté jméno Jehova je naprosto správné. Vzývat Boží svaté jméno znamená mluvit o Jeho jménu nahlas a veřejně tak, aby to bylo k jeho chvále a vedlo to k tomu, že bude mít Bůh Jehova dobrou pověst, což je největší projev úcty a lásky k Božímu svatému jménu Jehova.
Pravděpodobně nejznámějším židem současnosti, který veřejně poukazuje na správnou výslovnost a důležitost Božího svatého jména Jehova je karaitský žid, Nehemiah Gordon.

## Tetragram v judaismu
Původ tetragramu (יהוה) se tradičně vykládá z vyprávění obsaženého v biblické knize Exodus. Mojžíš se v něm ptá Boha na jeho jméno a Bůh se mu představuje jako Jsem, který jsem (hebrejsky אהיה אשר אהיה, ehje ašer ehje).
Vedle čtyřpísmenné formy je v hebrejském textu zachována také kratší forma JH (יה, vokalizováno Jah) nebo JHV (יהו, vokalizováno Jahu). Tyto kratší formy se zachovaly zejména ve vlastních jménech osob (např. אליהו, Eli-jahu = Elijáš) nebo v žalmech (např. הללו־יה, halelu-jah = Chvalte Jah (JHVH)). V křestních jménech se zachovala ještě zkratka JV (יו), vyslovená [jo], například ve jméně Jo-chanan (יו-חנן = Jan, Bůh je milostivý), nebo ve jméně Jo-el (יו-אל) s významem 'JHVH je Bůh'. Dále se zachovala také zkratka JE(יְ) ve jméně Je-hošua (Jozue) (י-הושע), které znamená „JHVH (Jah) Zachraňuje“, moderní forma tohoto slova, která vypouští ho, je Je-šua, česky: Ježíš a znamená totéž.[zdroj⁠?!]

Z obavy ze znesvěcení Božího jména se v židovské náboženské praxi Bůh raději označoval[zdroj⁠?!] opisnými tituly „Pán“ (אדני, Adonaj), „Bůh Všemohoucí“ (אל שדי, El šadaj), v 1. a 2. století také jako „Velebený“ (הברוך הוא, ha-baruch hu) nebo „Nebesa“ (שמים, Šamajim), až se nakonec od 3. století prosadil opisný tvar „Svatý, budiž požehnán“ (הקדוש ברוך הוא, ha-kadoš baruch hu). Podle Mišny se Boží jméno vyslovovalo pouze jednou v roce na svátek Jom kipur v chrámové velesvatyni ústy velekněze. Po zániku chrámové bohoslužby byla původní výslovnost čtyř souhlásek JHVH zapomenuta, neboť i při četbě posvátných textů se místo Božího jména vyslovovaly opisné tvary.[zdroj⁠?!] Později se do hebrejského souhláskového textu začaly samohlásky doplňovat pomocí znamének zvaných nikud. Při této tzv. vokalizaci hebrejského textu Starého zákona masorety u slova JHVH vyznačili samohlásky z opisného pojmenování Boha Adonaj, v některých případech Elohim. Čtením původních souhlásek JHVH a samohlásek opisného pojmenování pak vznikl tvar Jehova či Jahve. Ačkoliv v judaismu platí zásada tetragram Božího jména nevyslovovat, kabalisté se řídí ustanovením, „že každé jméno, které je psáno jud he vav he, se shoduje se Svatým, budiž požehnán, a je posvěceno svatostí.“

## Překlad tetragramu
Úcta Židů vůči Božímu jménu se projevila také v Septuagintě, překladu židovském Tanachu do řečtiny, který se rozšířil téměř výlučně v křesťanském prostředí. Ranná římskokatolická církev židovský zákaz vyslovování Božího jména dále dodržovala, takže v opisech Nového zákona se v citátech starozákonních textů JHVH nahrazuje slovem Kyrios (Pán). Septuaginta zpravidla překládá JHVH termínem κύριος (Kyrios, „Pán“) a obdobně se postupuje i v křesťanských překladech (nikoli však ve všech, srovnej Genesis 2,15 v různých překladech) až do první poloviny 20. století.
- řecká Septuaginta: καὶ ἔλαβεν κύριος [„Pán“] ὁ θεὸς τὸν ἄνθρωπον ὃν ἔπλασεν καὶ ἔθετο αὐτὸν ἐν τῷ παραδείσῳ ἐργάζεσθαι αὐτὸν καὶ φυλάσσειν.
- latinská Vulgata: Tulit ergo Dominus [„Pán“] Deus hominem et posuit eum in paradiso voluptatis ut operaretur et custodiret illum.
- anglická Bible krále Jakuba: And the LORD [„Pán“] God took the man, and put him into the garden of Eden to dress it and to keep it.
- Český ekumenický překlad: Hospodin Bůh postavil člověka do zahrady v Edenu, aby ji obdělával a střežil.

Některé (zejména moderní) překlady (včetně českých) však začaly užívat vokalizované tvary tetragramu (Jahve apod.).[zdroj⁠?!]
- americká American Standard Version: And Jehovah God took the man, and put him into the garden of Eden to dress it and to keep it.
- anglický Překlad krále Jakuba (King James Version – KJV) používá přepis JHVH jménem Jehovah na čtyřech místech:
  - Exodus 6,3: And I appeared unto Abraham, unto Isaac, and unto Jacob, by God Almighty, but by my name JEHOVAH was I not known to them.
  - Žalmy 83,18: That may know that thou, whose name alone JEHOVAH, the most high over all the earth.
  - Izajáš 12,2: Behold, God my salvation; I will trust, and not be afraid: for the LORD JEHOVAH my strength and song; he also is become my salvation.
  - Izajáš 26,4: Trust ye in the LORD for ever: for in the LORD JEHOVAH everlasting strength

V reakci na to roku 2008 prefekt Kongregace pro bohoslužbu a svátosti Francis Arinze zakázal užívat toto hebrejské Boží jméno v liturgii a nařídil pokračovat v tradici jeho nahrazování slovem Pán.
V české překladové tradici se jméno Boží zpravidla nahrazuje slovem Hospodin, tak například Bible kralická nebo Český ekumenický překlad. Český překlad Jeruzalémské bible však má Bůh Jahve, například „Bůh Jahve vzal člověka a usadil ho v zahradě Edenu, aby ji obdělával a střežil.“

## Historická zobrazení Božího jména (příklady)
Oravský hrad – na nádvoří je pískovcový reliéf erbu rodu Thurzovců, pod nímž je latinská forma Božího jména Jehova.
Karlův most – kolem sochy ukřižovaného Krista je neobvykle zlatý nápis קדוש קדוש קדוש יהוה צבאות (Svatý, svatý svatý je Hospodin zástupů) pořízený roku 1696 z pokuty nespravedlivě odsouzeného Žida Eliáše Bockoffena.
Český Šternberk – v hradní kapli jsou nad oltářem čtyři zlatá písmena — tetragrammaton.
Mince:
- Hesenský panovník Vilém V. za své vlády v letech 1627 až 1637 dal razit mince, kde symboly na mnoha mincích znázorňují slunce, v jehož středu je Boží jméno Jehova ve formě hebrejského tetragrammatu
- Přibližně v roce 1568 se mince s Božím jménem objevily ve Švédsku a v roce 1591 ve Skotsku
- Přibližně v roce 1600 dal švédský král Karel IX. razit peníze s Božím jménem přepisovaným jako Ihehova, Iehova nebo Iehovah
- Za vlády Kristiána IV. z doby 1588 a 1648 v Dánsku a Norsku, je známo přes 60 různých druhů mincí zvaných Jehovovy tolary. Ty se v polovině 17. století objevily také v Polsku, Švýcarsku a Německu
- Během asi 150 let po skončení třicetileté války se Boží jméno dál objevovalo na různých kovových penězích a medailích. Taková ražba se prováděla například ve Francii, Mexiku, Rakousku a Rusku